# Cyber Girls
Cyber Girls (A Gurls Wurld) è una serie televisiva ambientata a Singapore, Amburgo (Germania) e Penton Valley (Australia).
Il titolo originale della serie (reso graficamente come a gURLs wURLd nel logo) è un gioco di parole tra "a girls world" ("un mondo di ragazze") e "URL" (l'insieme di parole che formano un indirizzo web).

## Trama
Tre amiche, Emma, Ally e Jackie, una tedesca, una australiana e l'altra singaporiana, dopo un anno insieme devono separarsi per tornare ognuna al proprio paese d'origine. Per aiutarle Josh, il fratello maggiore di Jackie, scarica una chatroom privata dove poter chiacchierare senza doversi collegare ad internet. Josh, però, non sa, che il programma ha qualcosa in più rispetto ad una normale chatroom: digitando tre codici diversi per ognuna, le tre ragazze possono vedersi materializzandosi da un paese all'altro. Emma, Ally e Jackie, grazie a questa chatroom affronteranno mille avventure cercando sempre di non farsi scoprire da genitori e amici. A un certo punto, però, il padre di Jackie impedirà alla figlia di continuare a ballare per far sì che si concentri solo sullo studio e che sia la prima della classe. Le sue amiche allora la aiuteranno partecipando ad una gara di ballo e la vinceranno, in modo che il padre di Jackie si renda conto che nonostante Jackie continui a coltivare la sua passione i suoi voti saranno sempre ottimi.

## Episodi
| Stagione       | Episodi | Prima TV originale | Prima TV Italia |
| -------------- | ------- | ------------------ | --------------- |
| Prima stagione | 26      | 2010               | 2010            |

In Italia è stata trasmessa per la prima volta su Disney Channel, a partire dal 18 settembre 2010 al 12 dicembre 2010, e successivamente in chiaro anche su Italia 1 dall'11 gennaio 2014 al 5 aprile 2014.

## Personaggi e interpreti

### Principali
- Emma Schübert, interpretata da Sophie Karbjinski.
È tedesca. Si trasferisce un anno a Singapore per via del lavoro di chef del padre. È la mente delle tre, ha sempre una soluzione ad ogni problema. È innamorata di Josh e solo alla fine della serie si dichiarerà. Ad Amburgo ha una stretta amicizia con Nicholas. È rivale in amore di Chelsea.
- Ally Henson, interpretata da Marny Kennedy.
È australiana. Va a Singapore per uno scambio culturale; delle tre, Ally è la più decisa, più coraggiosa e più tosta. È un'amante degli animali. I suoi genitori sono i proprietari di una scuola d'equitazione. È inizialmente abbastanza dura nei confronti di Dan poiché crede che questo abbia preso il suo posto nei lavori in fattoria, ed ha una cotta segreta per lui. Ha un fratello minore, Damon, che si diverte a tormentarla. Come dimostrato nel primo episodio della serie, Ally, a differenza della sua amica Jackie, è poco studiosa e si accontenta di appena una sufficienza in pagella.
- Jackie Lee, interpretata da Charlotte Nicdao.
È singaporiana. È la brava ragazza del gruppo, dolce, romantica e talmente studiosa da essere sempre parecchio stressata. È cresciuta in una famiglia che ha sempre preteso il meglio da lei; all'inizio, suo padre le ha impedito di ballare per far sì che si concentrasse sullo studio, ma grazie ad Emma e Ally, riuscirà a dimostrare al padre che nonostante viva il suo sogno, il suo rendimento scolastico sarà sempre ottimo. È innamorata di Nicholas Halls.

### Secondari
- Nicholas Holz, interpretato da Jannik Schümann. È il migliore amico di Emma, tedesco anche lui. Balla con Emma sin dall'infanzia ed è innamorato di Jackie.
- Josh Lee, interpretato da Takaya Honda. È il fratello maggiore di Jackie. Bravissimo con il computer, è stato proprio lui a scaricare il programma della chatroom per le ragazze. È innamorato di Emma, ma è corteggiato anche da Chelsea. Alla fine della serie, prima di partire per gli Stati Uniti (per un corso intensivo di informatica), si fidanza con Emma.
- Dan Price, interpretato da Luke Erceg. È un ragazzo australiano che lavora nella scuola di equitazione dei genitori di Ally, della quale è innamorato. Ally lo ricambia in segreto, però non lo vuole ammettere e per nascondere che le piace, si comporta da acida con lui. Nell'episodio La festa studentesca, si dichiara ad Ally.
- Damon Henson, interpretato da Sam Fraser. Fratello minore di Ally. Adora dare fastidio alla sorella maggiore. In due episodi della serie, viene quasi a conoscenza della chatroom, ma non riuscirà a dimostrare la verità.
- Chelsea Teo, interpretata da Chervil Tan. È l'"antagonista" della serie; è una ricca ragazza singaporiana, figlia del magnate David Teo. Prova invidia nei confronti delle tre amiche, ma in particolare nei confronti di Emma, poiché hanno entrambe una cotta per Josh e poiché Emma, a differenza di Chelsea, è ricambiata dal ragazzo. In un episodio della serie si accorgerà del fatto che le tre ragazze non varcano né porte né finestre, perciò tenterà di scoprire il loro segreto rubando il computer di Jackie.
- Carla, interpretata da Varacia Yong. Braccio destro di Chelsea, nonché sua compagna di ballo. È poco sicura di sé stessa, e anche se Chelsea spesso e volentieri la tratta male, lei le rimane accanto senza dire nulla. Ha una memoria fotografica.
- Sophie, interpretata da Iris Lim. Braccio sinistro di Chelsea, nonché sua compagna di ballo.
- Michelle Juan, interpretata da Julie Wee. Coreografa delle tre ragazze. Nonostante sia abbastanza esigente e severa, è spesso molto comprensiva nei confronti delle ragazze. Tempo fa, era l'insegnante di danza del gruppo di Chelsea.
- Jurgen Schubert, interpretato da Micheal Lott. È il padre di Emma. È uno chef. Lascia sempre che sua figlia viva tranquillamente la sua vita.
- Tina Schubert, interpretata da Christine Kutschera. Madre di Emma, anche lei comprensiva nei confronti della figlia.
- Mr. Lee, interpretato da Chew Kin Wah. Padre di Jackie e Josh. È molto severo. All'inizio, non approvava molto la passione della ragazza per la danza e voleva che si concentrasse solo sullo studio.
- Mrs. Lee, interpretata da Bernie Chan. Madre di Jackie e Josh. Rispetto al marito, è più comprensiva e dolce nei confronti dei suoi figli.
- Sarah Henson, interpretata da Clodagh Crowe. Madre di Ally e Damon.
- Ben Henson, interpretato da Ben Halbert. Padre di Ally e Damon, proprietario della scuola di equitazione.
- Nonna di Jackie, interpretata da Catherine Song. È la proprietaria di un negozietto dove vende oggetti di vario tipo, da lingue di rospo a vermi essiccati. Dà alla nipote lezioni di cinese. Alla fine della serie aiuterà Jackie con la sua "missione" con il padre.
- David Teo è un ricco magnate ed è il padre di Chelsea.